# 陳仁勇
陳仁勇（罗马拼音：Tan Jin Eong，1927年—2014年11月2日），來自霹靂州怡保，馬來西亞前男子羽球運動員。他是羽球明星陳清寶的兒子。他的姐姐Tan Eng Looi也是羽毛球運動員。 
陳仁勇是1955年贏得湯姆斯盃冠軍的馬來亞隊成員之一。他在雙打比賽中與林祺芳搭檔。在對陣丹麥的決賽中，他們在第一場雙打比賽中對陣歐利·梅爾茲和歐維·艾勒森，並以直落兩局（15-9、15-3）獲勝。在第二場比賽中，他們面對的是芬·科貝羅和約爾根·哈莫加德·漢森，但他們在一場艱苦的局大戰中輸了球（13-18、15-4、6-15）。這是丹麥隊唯一的勝利，因為馬來亞以8:1的比分贏得冠軍。
在他的家鄉霹靂州，陳仁勇贏得了無數的冠軍。1949年，他在所有三個項目（男子單打、男子雙打和混合雙打）中都獲勝。
由於腎功能衰竭，陳仁勇於2014年11月2日在怡保的Kinta醫療中心去世，享年87歲。